# Цапарево
Цапарѐво е село в Югозападна България, община Струмяни, област Благоевград.

## Население

### Етнически състав
Преброяване на населението през 2011 г.
Численост и дял на етническите групи според преброяването на населението през 2011 г.:
|                     | Численост |
| Общо                | 201       |
| Българи             | 199       |
| Турци               | -         |
| Цигани              | -         |
| Други               | -         |
| Не се самоопределят | -         |
| Неотговорили        | 0.2       |

## География
Село Цапарево се намира на около 42 km южно от областния център Благоевград, около 9 km запад-югозападно от общинския център Струмяни и около 16 km северозападно от град Сандански. Разположено е в южните разклонения на Малешевска планина, на възвишение между течащата на изток Цапаревска река – от север и североизток, и малък неин десен приток – от юг. Надморската височина в центъра на селото е около 730 m, нараства към западния му край до около 790 m, а по склоновете на север, изток и юг намалява значително.
Общински път от Цапарево на югозапад води до разклон на третокласния републикански път III-1008, идващ от изток от село Струмяни през село Микрево, а на запад – с отклонение към село Горна Рибница, води до село Клепало.
Землището на село Цапарево граничи със землищата на: село Гореме на север; село Кърпелево на североизток и изток; село Седелец на югоизток и юг; село Колибите на югозапад; село Добри лаки на югозапад; село Раздол на запад; село Горна Рибница на северозапад.
В землището на село Цапарево има 10 микроязовира.
Населението на село Цапарево, наброявало 1061 души при преброяването към 1934 г. и 1223 към 1956 г., намалява до 120 (по текущата демографска статистика за населението) към 2020 г.
При преброяването на населението към 1 февруари 2011 г., от обща численост 201 лица, за 199 лица е посочена принадлежност към „българска“ етническа група.

## История
През XIX век Цапарево е чисто българско село, числящо се първоначално към Мелнишката каза, а след 1878 година към Петричката каза на Серския санджак. Църквата „Свети Димитър“ е издигната в 1847 г. В „Етнография на вилаетите Адрианопол, Монастир и Салоника“, издадена в Константинопол в 1878 година и отразяваща статистиката на населението от 1873 година, Цапарево (Tsaparévo) е посочено като село с 92 домакинства с 320 жители българи.
Съгласно известната статистика на Васил Кънчов към 1900 година в селото живеят 1000 души българи християни..
Според статистиката на секретаря на Българската екзархия Димитър Мишев („La Macédoine et sa Population Chrétienne“) в 1905 година християнското население на Цапарево се състои от 1320 българи екзархисти. В селото има едно начално българско училище с един учител и 51 ученици.
При избухването на Балканската война през 1912 година четирима души от селото са доброволци в Македоно-одринското опълчение.

## Обществени институции
Село Цапарево към 2022 г. е център на кметство Цапарево.
В село Цапарево към 2022 г. има:
- православна църква „Свети Димитър“;
- пощенска станция;[13]
- параклис „Света Богородица“ (в центъра на селото).

## Личности
Родени в Цапарево
- Аце Иванов (1880 – 1927), български революционер, войвода на ВМОК
- Георги Гоцев (р. 1948), български народен певец
- Кирил Антонов (р. 1933), български политик от БКП
- Петре Цапаревеца, деец на ВМОК, четник при Дончо Златков, от март 1905 година е петрички районен войвода[14]
- Стойко войвода (Стою Цапаревеца) (ок. 1820 – ок. 1879), български революционер, хайдушки войвода

Починали в Цапарево
- Тодор Саев (1872 – 1903), български военен деец и революционер